# Гречушкин, Дмитрий Фёдорович
Дмитрий Фёдорович Гречушкин (1921—1943) — лейтенант Рабоче-крестьянской Красной Армии, участник Великой Отечественной войны, Герой Советского Союза (1944).

## Биография
Дмитрий Гречушкин родился 10 апреля 1921 года в селе Толкаевка (ныне — Сорочинский район Оренбургской области) в семье крестьянина. Окончил техникум связи в Ташкенте. В 1940 году Гречушкин был призван на службу в Рабоче-крестьянскую Красную Армию. В 1942 году он окончил Тамбовское кавалерийское училище. С апреля 1943 года — на фронтах Великой Отечественной войны. В звании гвардии лейтенанта Дмитрий Гречушкин командовал взводом противотанковых ружей 4-го эскадрона 60-го гвардейского кавалерийского полка 16-й гвардейской кавалерийской дивизии 7-го гвардейского кавалерийского корпуса 61-й армии Центрального фронта. Отличился во время битвы за Днепр.
27 сентября 1943 года Гречушкин переправился через Днепр в районе деревни Нивки Брагинского района Гомельской области Белорусской ССР. Его взвод сразу же подвергся атаке вражеских танковых подразделений и, отражая эту атаку, уничтожил несколько танков, чем обеспечил успешную переправу других подразделений полка. 30 сентября 1943 года в ходе боя за деревню Галки того же района Гречушкин лично поджёг 5 немецких танков, но и сам погиб в том бою. 
Похоронен в посёлке Комарин.

## Награды и звания
Указом Президиума Верховного Совета СССР «О присвоении звания Героя Советского Союза генералам, офицерскому, сержантскому и рядовому составу Красной Армии» от 15 января 1944 года за «образцовое выполнение боевых заданий командования на фронте борьбы с немецкими захватчиками и проявленными при этом отвагу и геройство» гвардии лейтенант Дмитрий Гречушкин посмертно был удостоен высокого звания Героя Советского Союза. Также был награждён орденами Ленина и Отечественной войны I степени.

## Память
- В честь Гречушкина названы техникум связи и улица в Ташкенте, улица в Комарине (Гомельская область, Беларусь)[1].
- Имя Героя размещено на Аллее Славы в Комарине (Гомельская область, Беларусь), с портретом и биографией[3].